# Rubens Duval
Pour les articles homonymes, voir Duval.
Rubens Duval, né le 25 octobre 1839 à Morsang-sur-Seine et mort le 10 mai 1911 dans la même commune, est un orientaliste français, spécialiste de l'araméen.

## Biographie
Au retour d'un voyage en Allemagne, où il suivit pendant deux ans les cours d'Heinrich Ewald à l'université de Göttingen (1867-1869), il se consacra entièrement à l'étude des langues sémitiques, et particulièrement de l'araméen. Nommé professeur de langues et littératures araméennes au Collège de France en 1895 (leçon inaugurale le 23 avril), il occupa cette chaire jusqu'en 1907, son état de santé l'obligeant alors à démissionner.
Il appartint à la Société asiatique à partir de 1879, devint membre de son Conseil en 1884, y occupa les fonctions de bibliothécaire et de secrétaire adjoint de 1889 à 1892, avant de devenir gérant du Journal asiatique. Il devint vice-président de la Société en 1908, bien qu'il fût à l'époque diminué par la maladie, et après qu'il eut donné sa démission de cette charge, il se vit décerner le titre de président honoraire le 11 novembre 1910. Il contribua lui-même au Journal asiatique par une vingtaine d'articles et une centaine de notices bibliographiques.
Il fut aussi membre de la Société de linguistique de Paris (et de son Comité des publications), membre du Conseil de la Société des Études juives, et membre ordinaire de la Société orientale allemande (Deutsche Morgenländische Gesellschaft).

## Publications principales
- Traité de grammaire syriaque, Paris, Vieweg, 1881.
- Les dialectes néo-araméens de Salamas. Textes sur l'état actuel de la Perse et contes populaires, publiés avec une traduction française, Paris, Vieweg, 1883.
- Lexicon syriacum auctore Hassano Bar Bahlule, voces syriacas græcasque cum glossis syriacis et arabicis complectens, Paris, Imprimerie nationale, 6 fasc. (1888, 1890, 1892, 1894, 1897, 1900).
- Rubens Duval, Histoire politique, religieuse et littéraire d'Édesse jusqu'à la Première Croisade, Paris, Imprimerie Nationale, 1891
- Histoire politique, religieuse et littéraire d'Édesse jusqu'à la première croisade, Paris, Ernest Leroux, 1892.
- L'alchimie syriaque, comprenant une introduction et plusieurs traités d'alchimie syriaques et arabes d'après les mss. du British Museum et de Cambridge, texte et traduction (Forme le tome II de La chimie au Moyen Âge, sous la direction de Marcellin Berthelot), Paris, Imprimerie nationale, 1893.
- Les littératures araméennes (Leçon inaugurale de sa chaire au Collège de France), Paris, É. Leroux, 1895.
- La littérature syriaque (Bibliothèque de l'enseignement de l'histoire ecclésiastique. Anciennes littératures chrétiennes, II), Paris, Lecoffre, 1899 ; 2e éd., 1900 ; 3e éd., 1907 (réimpr. Amsterdam, Philo Press, 1970).
- Išo'yahb III Patriarcha. Liber Epistularum, CSCO 11/12 (Script. Syri 11/12), syriaque et latin, Paris, 1904-05.
- Sévère d'Antioche. Homiliæ cathedrales (Homélies LII à LVII) (dans la traduction syriaque de Jacques d'Édesse), PO 15 (t. IV, fasc. 1), Paris, Didot, 1907.

## Travaux divers
- « Notice sur le dialecte de Ma'loula », Journal asiatique, VIIe série, t. XIII, 1879, p. 456-475.
- « Inscriptions syriaques de Salamas en Perse », reproduction d'estampages, texte, traduction et notes, Journal asiatique, T. V, 1885, p. 39-62.
- « Le patriarche Mar Jabalaha III et les princes mongols de l'Adherbaidjan », Journal asiatique, T. XIII, 1889, p. 313-354.
- « Le Testament de saint Éphrem. Introduction, texte et traduction », Journal asiatique, T. XVIII, 1901, p. 234-319.